# Tapes 'n Tapes
Tapes 'n Tapes est un groupe de rock indépendant américain, originaire de Minneapolis, dans le Minnesota.

## Biographie
Formé à l'hiver 2003 au Carleton College, le groupe compte quatre albums. Ils sortent l'auto-produit Tapes 'n Tapes EP en 2004, suivi par un premier album studio, The Loon, au label Ibid Records en 2005. Le groupe signe au label XL Recordings et rééditent The Loon le 25 juillet 2006. Il est noté d'un 8,3 sur 10 sur Pitchfork.
En octobre 2007, le groupe annonce avoir terminé un deuxième album intitulé Walk It Off. Walk It Off est enregistré par le producteur David Fridmann dans son Tarbox Road Studio à Cassadaga, New York. L'album est publié le 8 avril 2008 et accueilli par une note de 5,9 sur 10 par Pitchfork.. Leur dernier album, Outside, est publié le 11 janvier 2011.
Tapes 'n Tapes fait partie des groupes qui bénéficièrent de critiques favorables de la part du site de critique Pitchfork. Même s'il est difficile de cibler précisément ce type d'influence, il est indéniable que Tapes 'n Tapes en a profité.

## Discographie

### Albums studio
- 2005 : The Loon
- 2008 : Walk It Off
- 2011 : Outside

### EP et singles
- 2004 : Tapes 'n Tapes
- 2006 : Insistor (single)
- 2006 : Cowbell (single)
- 2008 :  Hang them All  (single)